# أمير التنس: فوتاري نو ساموراي
أمير التنس: فوتاري نو ساموراي (باليابانية: テニスの王子様 二人のサムライ The First Game، بالروماجي: Tennis no Ōjisama Futari no Samurai The First Game) (بالإنجليزية: The Prince of Tennis: Futari no Samurai)‏ هو فيلم أنمي ياباني من إخراج تاكايوكي هامانا ومن إنتاج نيهون أي دي سيستم [الإنجليزية] بالتعاون مع برودكشن آي جي. الفيلم مقتبس من سلسلة مانغا أمير التنس من تأليف تاكيشي كونومي. عرض الفيلم في اليابان في 29 يناير عام 2005.

## القصة
تدور أحداث القصة عن ريوما إيتشزين ولاعبي مدرسة سيغاكون الذين تتم دعوتهم للمشاركة في لعبة استعراضية على متن سفينة، يقدم أحد اللاعبين الفريق المنافس نفسه على أنه
ريوغا إيتشزين شقيق ريوما الأكبر، الذي تم تبنيه من قبل نانجيرو منذ سنوات عديدة، عندما كانوا يعيشون في الولايات المتحدة الأمريكية، لكنهم غادروا المنزل في ظروف غامضة وتخلوا عنه. واكتشفوا لاعبي سيغاكو أن الحدث يديره مليونير فاسد متورط في المراهنة غير القانونية، والذي يطالبهم بخسارة المباراة عمدًا.

## الأداء الصوتي
| الشخصية               | الأداء الصوتي   |
| --------------------- | --------------- |
| ريوما إيتشيزين        | جونكو ميناغاوا  |
| ريوغا إيتشيزين        | يوتا يامازاكي   |
| كونيميتسو تيزوكا      | ريوتارو أوكيايو |
| شويتشيرو أويشي        | تاكايوكي كوندو  |
| شوسكي فوجي            | يوكي كايدا      |
| ساداهارو إينوي        | كينجيرو تسودا   |
| إيجي كيكومارو         | هيروكي تاكاهاشي |
| تاكيشي موموشيرو       | ماسايا أونوساكا |
| تاكاشي كاوامورا       | نارو كاواموتو   |
| كاورو كايدو           | كوهيه كياسو     |
| هيكومارو ساكورافوبوكي | توكوما نيشيوكا  |

## وصلات خارجية
- أمير التنس: فوتاري نو ساموراي على موقع شوتشيكو باللغة اليابانية
- الموقع الرسمي باللغة اليابانية
- أمير التنس: فوتاري نو ساموراي على موقع IMDb (الإنجليزية)
- أمير التنس: فوتاري نو ساموراي على موقع فيلمافينيتي (الإسبانية)
- أمير التنس: فوتاري نو ساموراي على موقع قاعدة بيانات الفيلم (الإنجليزية)
- أمير التنس: فوتاري نو ساموراي على موقع ليتربوكسد (الإنجليزية)
- أمير التنس: فوتاري نو ساموراي على موقع كينوبويسك (الروسية)
- أمير التنس: فوتاري نو ساموراي على موقع ANN anime (الإنجليزية)